# Connie Simmons
Cornelius Leo « Connie » Simmons, né le 15 mars 1925, à Newark, dans le New Jersey, décédé le 15 avril 1989, est un ancien joueur américain de basket-ball. Il évolue durant sa carrière aux postes d'ailier fort et de pivot.

## Palmarès
- Champion BAA 1948
- Champion NBA 1955